# Päivi Alafrantti
Päivi Alafrantti (Finlandia, 8 de mayo de 1964) es una atleta finlandesa retirada especializada en la prueba de lanzamiento de jabalina, en la que ha conseguido ser campeona europea en 1990.

## Carrera deportiva
En la Universiada de Duisburgo de 1989 ganó la medalla de bronce en lanzamiento de jabalina, llegando hasta los 61.76 metros.
Al año siguiente, en el Campeonato Europeo de Atletismo de 1990 ganó la medalla de oro en el lanzamiento de jabalina, llegando hasta los 67.68 metros, superando a las atletas alemanas Karen Forkel y Petra Felke (bronce con 66.56 m).